# Intercomunalitats d'Ille i Vilaine
El departament francès d'Ille i Vilaine, a la regió Bretanya, és dividit en 7 país que apleguen 29 intercomunalitat (3 comunitats d'aglomeració i 26 comunitat de comunes).
| | |
| País de Rennes Rennes Metròpoli Comunitat de comunes del País de Châteaugiron Comunitat de comunes del País de Liffré Comunitat de comunes del País d'Aubigné Comunitat de comunes de la Val d'Ille País de Saint-Malo Saint-Malo Aglomeració Comunitat de comunes de la Côte d'Émeraude (en part Costes del Nord) Comunitat de comunes del País de la Bretanya Romàntica Comunitat de comunes del País de Dol-de-Bretagne i de la Badia del Mont Saint-Michel Comunitat de comunes de la Badia del Mont Saint-Michel País de Fougères Comunitat de comunes Fougères Comunitat Comunitat de comunes Louvigné Comunitat Comunitat de comunes del cantó d'Antrain Comunitat de comunes del Coglais Comunitat de comunes del País de Saint-Aubin-du-Cormier | País de Vitré Vitré-Comunitat Comunitat de comunes de la Roche-aux-Fées Comunitat de comunes del País Guerchais País de Brocéliande Comunitat de comunes de Brocéliande Comunitat de comunes Montfort Comunitat Comunitat de comunes del País de Bécherel Comunitat de comunes del País de Montauban-de-Bretagne Comunitat de comunes del País de Saint-Méen-le-Grand País de Vallons de Vilaine Comunitat de comunes del Vilaine Mitjà i del Semnon Comunitat de comunes del cantó de Guichen País de Redon i Vilaine Comunitat de comunes del País de Redon Maure de Bretagne Comunitat Comunitat de comunes Pipriac Comunitat Comunitat de comunes del Grand-Fougeray Comunitat de comunes del País de La Gacilly (situat a Morbihan) |

## ElPaís de Rennes
al centre, aplega 71 comunes en 1 222 km², i té 456.034 habitants (+ 6,8% entre 1999 i 2006) el 47,3% de la població del departament. Aplega les Comunitats de comunes següents:
- la Comunitat d'aglomeració Rennes Metròpoli
- la Comunitat de comunes del País de Châteaugiron,
- la Comunitat de comunes del País d'Aubigné,
- la Comunitat de comunes de la Val d'Ille,
- la Comunitat de comunes del País de Liffré.

## ElPaís de Saint-Malo
al nord, aplega 71 comunes en 1.106 km², d'elles 67 comunes a Ille i Vilaine (4 as les Costes d'Armor), i té 148.384 habitants (-0,65% entre 1999 i 2006) el 15,7% de la població del departament. Aplega les Comunitats de comunes següents :
- Saint-Malo Aglomeració,
- la Comunitat de comunes de la Côte d'Émeraude (amb Ploubalay a les Costes del Nord),
- la Comunitat de comunes del País de la Bretanya Romàntica,
- la Comunitat de comunes del País de Dol-de-Bretagne i de la Badia del Mont Saint-Michel,
- la Comunitat de comunes de la Badia del Mont Saint-Michel (Porta de Bretanya, cantó de Pleine-Fougères),

## ElPaís de Fougères(Marques de Bretanya)
al nord-est, aplega 58 comunes en 1.026 km², i té 81.490 habitants (+6,5% entre 1999 i 2006) el 8,6% de la població del departament. Aplega les Comunitats de comunes següents:
- la Comunitat de comunes Fougères Comunitat,
- la Comunitat de comunes Louvigné Comunitat,
- la Comunitat de comunes del cantó d'Antrain,
- la Comunitat de comunes del Coglais,
- la Comunitat de comunes del País de Saint-Aubin-du-Cormier.

## ElPaís de Vitré(les Portes de Bretanya)
a l'est, aplega 62 comunes en 1.237 km², i té 95 483 habitants (+13,3% entre 1999 i 2006) el 10,5% de la població del departament. Aplega les Comunitats de comunes següents:
- la Comunitat d'aglomeració de Vitré-Comunitat,
- la Comunitat de comunes de la Roche-aux-Fées,
- la Comunitat de comunes del País Guerchais.

## ElPaís de Brocéliande
a l'oest, aplega 43 comunes en 929 km², i té 67 036 habitants (+16,2% entre 1999 i 2006) el 7,1% de la població del departament. Comprèn les Comunitats de comunes següents:
- la Comunitat de comunes de Brocéliande (al voltant de Bréal-sous-Montfort, i Plélan-le-Grand),
- la Comunitat de comunes Montfort Comunitat,
- la Comunitat de comunes del País de Bécherel,
- la Comunitat de comunes del País de Montauban-de-Bretagne,
- la Comunitat de comunes del País de Saint-Méen-le-Grand.

## ElPaís de Les Vallons de Vilaine(Bain-Guichen-Le Sel)
al sud, aplega 25 comunes en 588 km², i té 46 307 habitants (+21,7% entre 1999 i 2006) el 5,4% de la població del departament. Comprèn les Comunitats de comunes següents:
- la Comunitat de comunes del Vilaine Mitjà i del Semnon,
- la Comunitat de comunes del cantó de Guichen.

## ElPaís de Redon i Vilaine
al sud-oest, aplega 55 comunes en 1 434 km², d'elles 28 comunes a Ille i Vilaine (les altres a Morbihan i Loira Atlàntic) i té 88.793 habitants (+13,9% entre 1999 i 2006) d'ells 43.807 a Ille i Vilaine, el 4,6% de la població del departament. Comprèn les Comunitats de comunes següents:
- la Comunitat de comunes del País de Redon
- la Comunitat de comunes Maure de Bretagne Comunitat,
- la Comunitat de comunes Pipriac Comunitat,
- la Comunitat de comunes del Grand-Fougeray,
- la Comunitat de comunes del País de La Gacilly (gairebé tota al Morbihan).